# プリンセスライン

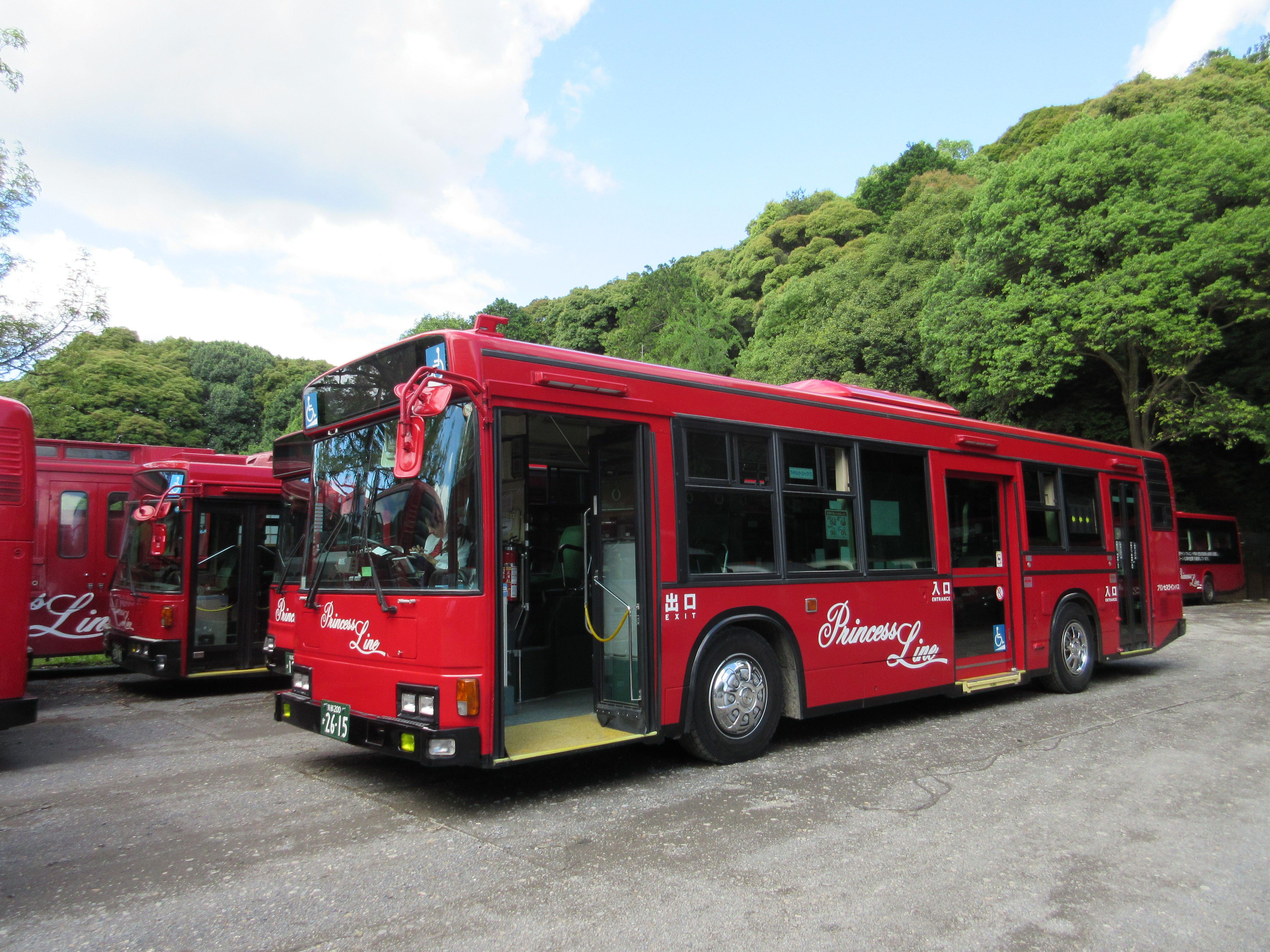
神戸市バスから譲り受けたノンステップ車両。

プリンセスライン株式会社は、大阪府寝屋川市に本社を置く陸運業者（バス事業者）である。
主に、冠婚葬祭関連の送迎を中心とした特定バスの運行や小規模の貸切輸送を行っているが、京都市内においてはプリンセスラインという名称で路線バスの運行も行っている。

## 歴史
- 1983年1月25日 : セレモニー観光を設立する。
- 2003年 : 路線バス事業の立案を開始する[1]。
- 2005年3月31日 : 京都市内で路線バスの運行を開始する。
- 2009年4月6日 : 社名を京急バスに改称する。
- 2009年夏 : 次項の理由により、社名を京都急行バスに改称する。
- 2015年11月20日: 社名をプリンセスラインに改称する。

### 社名変更をめぐる動き
2009年4月6日より社名を「京急バス」に変更し、車両にも新社名を明記したが、これに対し関東地区にて京急の愛称を使用している京浜急行電鉄は一切関係がない旨を発表したほか、同年5月末には抗議の通知もなされた。これを受け6月13日に社名を再変更すると発表し、同年夏に社名を「京都急行バス」に再変更した。
その後、2015年11月20日、京都市内の路線バスの愛称に合わせ、社名を「プリンセスライン」に変更した。

## 路線バス事業

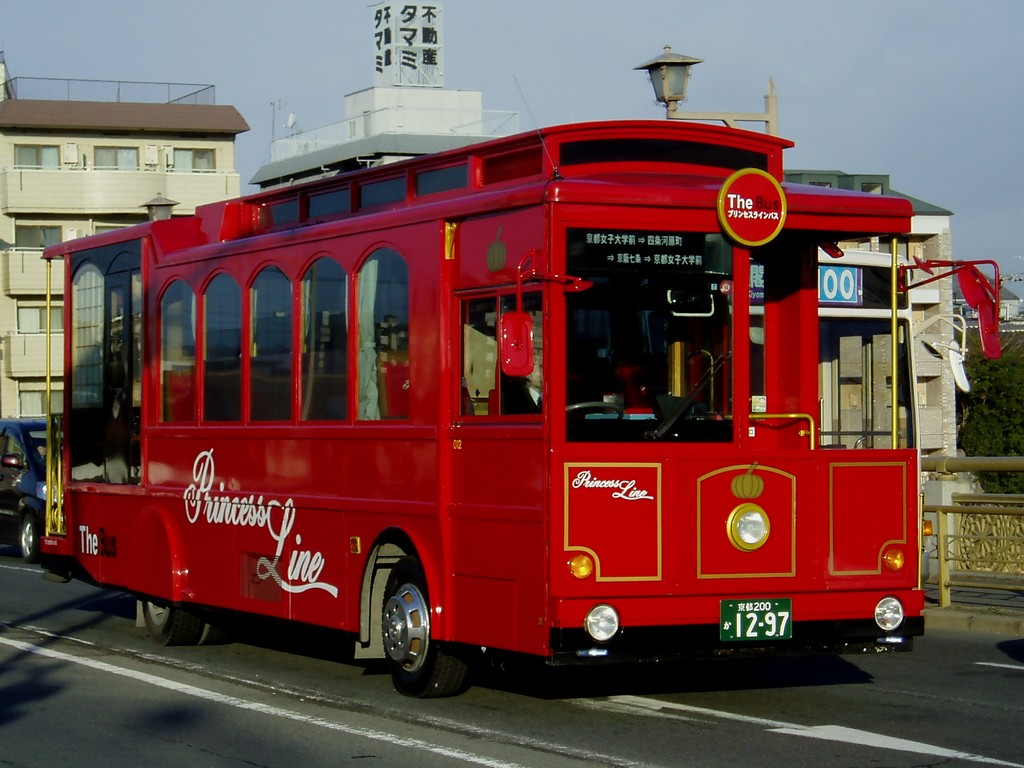
レトロバス

京都市内中心部から京都女子大学との間を結ぶ路線バス「プリンセスライン」を運行している。車両は赤いボディーカラーが特徴的である。
京都女子大学前を車庫およびターミナルとし、京都駅の八条口側に乗り入れている。2005年3月に運行を開始し、当初は京都駅八条口・東山七条・京都女子大学前の3つのバス停のみの単一路線であったが、その後京阪七条などのバス停の追加や、京都女子大学前と四条河原町を結ぶ路線の新設を行っている。営業開始以来、一貫してバス停の数を京都市営バスなどに比べて絞っており、事実上の急行運転を行っている。
すべての便が京都女子大学前に発着し、それ以外の停車地も京都駅八条口、四条河原町、京阪七条などの主要鉄道駅前が主であるが、京都女子大学・中高に通学する学生生徒専用のスクールバスではなく、誰でも利用可能な一般路線バスである。京都女子大学のサイトでもその旨が明記されているほか、「プリンセスラインは公共の交通機関です。」と側面に書かれているバス車両もある。
2002年改正道路運送法施行による規制緩和を受けての新規参入で、京都市内においてはヤサカバスに次ぐ参入である。当社の営業地域で既に京都市営バスを運行していた既存事業者の京都市交通局は「黒字路線のみの参入」と批判したほか、競合対策として臨時バスの運行や割引定期券の発行を行ったが、こうした動きに対して当社は「交通局に対抗するつもりはない」としている。

### 運行系統
2024年4月現在、以下の路線がある。
矢印方向のみに運行する。全停留所掲載。
11・12号系統
- 京都女子大学前 → 東山七条 → 三十三間堂前 → 京阪七条 → 烏丸七条 → JR京都駅八条口
- JR京都駅八条口 → 京阪七条 → 東山七条 → 京都女子中高前（朝のみ停車）→ 京都女子大学前

16・17号系統
- 京都女子大学前 → 国立博物館前 → 四条河原町
- 四条河原町 →（河原町通経由）→ 京阪七条 → 東山七条 → 京都女子中高前（朝のみ停車）→ 京都女子大学前

#### 過去の運行路線
15号系統
- 京都女子大学前 → 東山七条 → 三十三間堂前 → 京阪七条 → 四条河原町
- 四条河原町 →（川端通経由）→ 京阪七条 → 三十三間堂前 → 東山七条 → 京都女子中高前（朝のみ停車）→ 京都女子大学前

18号A・B系統
- 四条河原町 → 烏丸七条 → JR京都駅八条口
- JR京都駅八条口 → 京阪七条 → 東山七条 → 四条河原町

### 運賃
運賃は230円均一となっており、同区域を運行する京都市営バスなどの均一区間運賃と同額である。
回数券は自社専用のものを販売しているが、京都市域バス共通回数券は利用できない。スルッとKANSAIにも加盟していないためスルッとKANSAI対応カードやPiTaPa等交通系ICカードの利用もできない。
定期券は京都女子大学前・京都女子中高前発着のみ設定されている。

### 路線バス車両

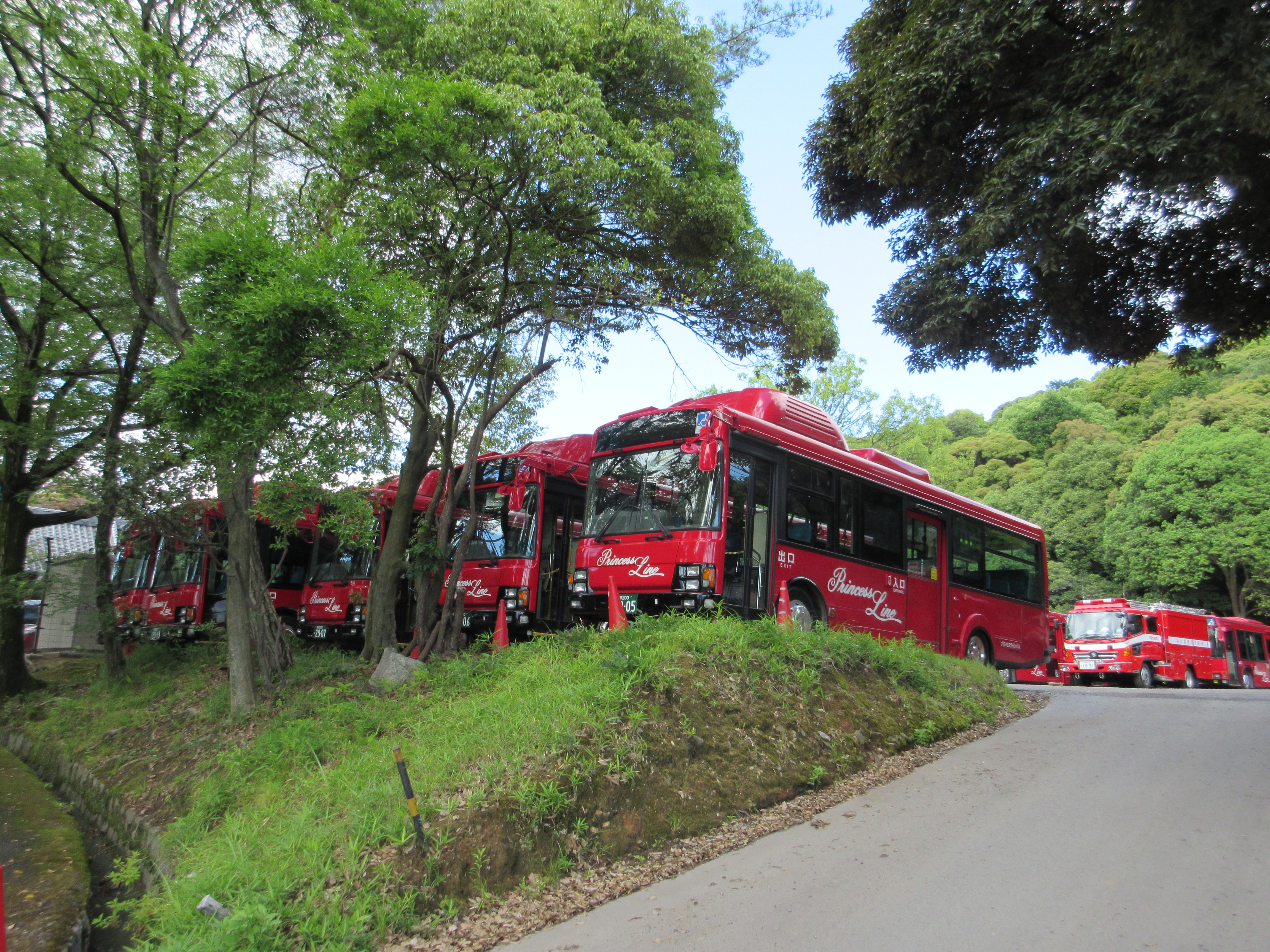
もと大阪市交通局の中型CNGバス

他事業者からの中古車両（日野・ブルーリボン、いすゞ・キュービック、三菱ふそう・エアロスター（西工架装車）)などが使われており、中には元神戸市バス、神戸交通振興、大阪市交通局、阪急バス、国際興業バスなどの車両も存在する。その他、レトロ調バスが、3台在籍している。
2007年度に創業以来初の新車（日野・ブルーリボンII）が投入された。2008年度にも新車を導入したが、これは同社初のハイブリッドバス（日野・ブルーリボンシティ）となった。
2015年2月23日より、中国・BYD製の電気バス「K9」5台を運行開始した。
| プリンセスラインのBYD製電気バス。後輪軸重が11.46トンと大きいため後ろには緩和標章の逆三角形マークが入っている。 |  | プリンセスラインのBYD製電気バス。後輪軸重が11.46トンと大きいため後ろには緩和標章の逆三角形マークが入っている。 |
| プリンセスラインのBYD製電気バス。後輪軸重が11.46トンと大きいため後ろには緩和標章の逆三角形マークが入っている。 |  | |

## 営業所
- 本社 : 大阪府寝屋川市香里本通町5-5
- 大阪支店 : 大阪府高槻市西面中2-20-13
- 京都支店 : 京都府京都市東山区今熊野日吉町39-2